# Anton Frommelt
Anton Frommelt (Schaan, 1895. március 14. – Vaduz, 1975. október 7.) liechtensteini pap, politikus és festő.

## Élete
Anton Frommelt Lorenz Frommelt asztalos és Magdalena Frommelt fia volt. Tíz testvére volt. Az általános iskolát Schaanban végezte, ezután a svájci Nidwalden kantonban lévő stansi Sankt Fidelis Főiskolára járt. 1916-tól 1920-ig teológiát tanult a St. Luzi szemináriumban, Churban. 1919-ben szentelték pappá. 1920 és 1922 között rajztanárként dolgozott a schwyzi Maria Hilf főiskolán. 1922. október 1-jén Triesenben lett plébános.
1928-ban a liechtensteini Haladás Polgári Párt (FBP) színeiben a liechtensteini parlament tagja lett. 1945-ig a Landtag elnöki tisztét töltötte be. 1928 és 1932 között az állami iskolaszék tagja, 1929 és 1946 között iskolai felügyelő volt. 1933-ban feladta lelkipásztori hivatalát és Vaduzba költözött. 1933-ban Josef Hoop kormányában kinevezték kormányfőhelyettesnek . Az 1938 márciusi válság idején az FBP és az Anyaországi Unió (VU) koalíciós kormányt hozott létre. Mivel a VU a kormányfő-helyettes pozícióját követelte magának, Frommeltnek le kellett mondania, és a kormányfő helyettese Alois Vogt (VU) lett.
Az FBP és a VU közötti kompromisszum értelmében Frommelt építési, oktatási és postaügyi miniszter lett. Hivatali ideje alatt elért eredményei között említhetjük például a liechtensteini belvízcsatorna építését, valamint az ő vezetésével kezdtek gyűjtői bélyegeket gyártani Liechtensteinben, ami jelentősen növelte az eladásokat, és azóta is meghatározó az ország életében.

Keresztényként Frommelt határozott ellenzője volt a nemzetiszocializmusnak, és nem bízott a VU németbarát támogatóiban. Politikusként harcolt a liechtensteini nemzeti szocialista Volksdeutsche mozgalom (VDBL) támogatói ellen is. Nagy szerepet játszott a VDBL puccskísérletének kudarcában 1939. március 24-én. A puccs célja a Svájccal kötött vámszerződés megszüntetése és Liechtenstein csatlakozása volt a Harmadik Birodalomhoz. Frommelt leállította a puccsisták telefonvonalait, hogy ne tudjanak kommunikálni egymással, és rábírta a VDBL demonstráló támogatóit, hogy hagyjanak fel a tiltakozással. Kortársai szerint kitűnő szónok volt.

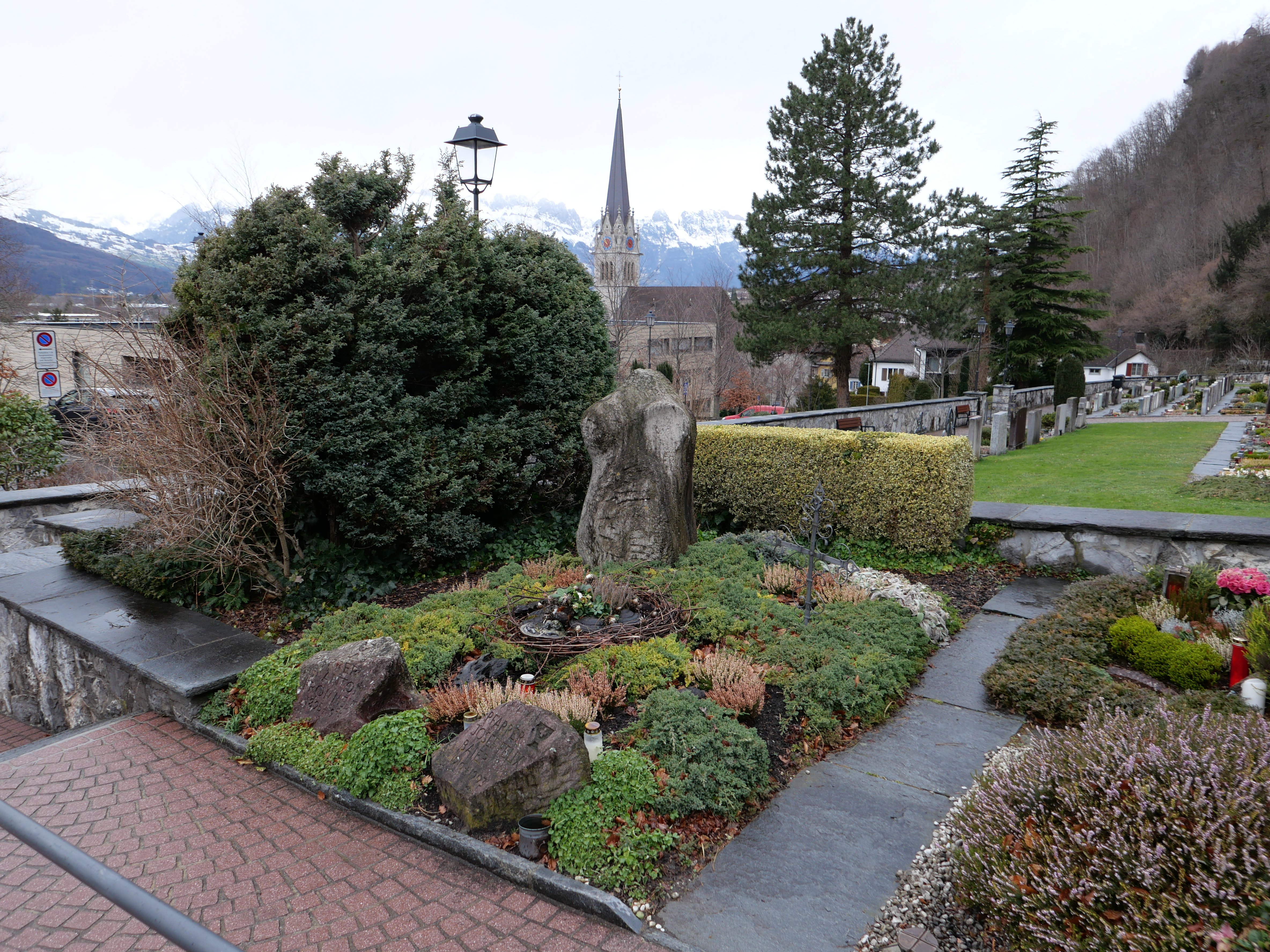
Frommelt sírja a vaduzi temetőben.

A második világháború befejezése után lemondott minden politikai hivataláról. Művészi karrierbe kezdett és műtermet épített Vaduzban. Egészségügyi okokból nem tért vissza lelkészi hivatalába. Frommelt főleg olajképeket festett, de akvarell és tempera technikákkal is készített képeket, emellett lelkes fotós és tervező is volt. 1970-ben Schaan díszpolgára lett.

## Fordítás
- Ez a szócikk részben vagy egészben  az   Anton Frommelt című német Wikipédia-szócikk fordításán alapul.  Az eredeti cikk szerkesztőit annak laptörténete sorolja fel. Ez a jelzés csupán a megfogalmazás eredetét és a szerzői jogokat jelzi, nem szolgál a cikkben szereplő információk forrásmegjelöléseként.